# Clann Lir
Clann Lir (с ирл. — «Дети Лира») — российская фолк-группа, исполняющая старинные песни кельтских народов: ирландцев, шотландцев, валлийцев.
Ансамбль Clann Lir является сайд-проектом лидеров известных московских фолк-групп: певицы Хелависы из «Мельницы», волынщика Владимира Лазерсона из Tintal, певца Юрия Андрейчука из «Воинства Сидов», а также композитора и клавишника Константина Вышинского.
В отличие от основных коллективов участников, Clann Lir исполняет не собственные сочинения в стилистике фолк-музыки или фолк-рока, а народные кельтские песни в традиционной обработке. Репертуар группы состоит из песен на языках кельтских народов (ирландском, гэльском, валлийском) и светской ирландской музыки XVIII века.
Название группы переводится с ирландского языка как «Дети Лира» либо «Семья Лира» и отсылает к старинной ирландской легенде о детях Лира.

## История
Группа была создана в 2003 году опытными музыкантами московской «кельтской» сцены. В изначальный состав вошли Наталья О’Шей, Владимир Лазерсон, Юрий Андрейчук и Константин Вышинский.
Группа начала концертную деятельность в клубах Москвы и Санкт-Петербурга.
Ко времени создания ансамбля участники Clann Lir добились определённого успеха и известности в составе нескольких фолк-роковых коллективов: «Мельница», Tintal, Slua Si (Воинство Сидов). Таким образом, их сайд-проект Clann Lir является супергруппой.
Дебютный альбом ансамбля, получивший название Clann Lir, был выпущен в 2005 году. Концертная презентация альбома состоялась 20 марта 2005 года в московском клубе «Вереск» в рамках четырёхдневного фестиваля «Кельты нон-стоп», приуроченного ко Дню святого Патрика.
В 2006 году к группе присоединилась арфистка Татьяна Струнина. Альбом «Clann Lir» был переиздан в 2008 году компанией «Перекресток Рекордс».

## Дискография
- 2005 — Clann Lir

## Состав
- Наталья  О'Шей — вокал, гитара, арфа
- Юрий Андрейчук — вокал, бойран
- Владимир Лазерсон — волынки, флейты, лютня, мандолина
- Константин Вышинский — спинет (клавесин), синтезатор, дульцимер
- Татьяна Струнина — арфа